# Zinconigerita-2N1S
La zinconigerita-2N1S és un mineral de la classe dels òxids que pertany al subgrup de la zinconigerita.

## Característiques
La zinconigerita-2N1S és un òxid de fórmula química ZnSn₂Al₁₂O₂₂(OH)₂. Va ser aprovada com a espècie vàlida per l'Associació Mineralògica Internacional l'any 2018, sent publicada l'any 2022. Cristal·litza en el sistema trigonal.
L'exemplar que va servir per a determinar l'espècie, el que es coneix com a material tipus, es troba conservat a la col·lecció mineralògica del Museu Geològic de la Xina, a Beijing (República Popular de la Xina), amb el número de catàleg: m13810.

## Formació i jaciments
Va ser descoberta a la mina Xianghualing, situada al comtat de Linwu (Hunan, República Popular de la Xina), on es troba en forma d'agregats de cristalls de fins a 100 μm, associades a fluorita. També ha estat descrita a la mina Cabanas, a la localitat de Ponte de Lima (Viana do Castelo, Portugal), a les pegmatites d'Uis (Erongo, Namíbia), i a Hirvikallio, a Tammela (Tavastia Pròpia, Finlàndia).